# Althaea bertramii
Althaea bertramii là một loài thực vật có hoa trong họ Cẩm quỳ. Loài này được Post & Beauverd mô tả khoa học đầu tiên năm 1932.